# El Tablón de Gómez
El Tablón de Gómez, ou plus simplement El Tablón, est une municipalité située dans le département de Nariño en Colombie.

## Géographie
- Laguna del Silencio